# 天満本願寺
天満本願寺（てんまほんがんじ）は、現在の大阪府大阪市北区天満にかつて存在した浄土真宗の寺院、本願寺である。中島本願寺、川崎本願寺とも呼ばれる。

## 概要
1580年（天正8年）に石山合戦の講和が成ると、本願寺は摂津国石山本願寺を織田信長に明け渡して南へ退去し、紀伊国鷺森本願寺、次いで和泉国貝塚本願寺を本拠としていた。
信長の後継者となり、1583年（天正11年）から大坂城築城および大坂城下の整備に取り掛かっていた豊臣秀吉は、1585年（天正13年）に大川を挟んで石山の北に位置する天満へ顕如を呼び戻し、寺地を寄進して当寺を造営した。
上場顕雄は天満移転の背景について、以下の可能性を推定する。
1. 織田政権と対決した一向一揆のエネルギーは消滅し、本願寺の組織力・軍事力が弱体化したと秀吉が判断した。
2. 1.とは反対に秀吉が本願寺と一向一揆を警戒して、自らの目が届く場所に本願寺を移転させた。
3. 秀吉は浄土真宗の門徒である商工業者の経済力・技術力を評価して大坂城下の発展に役立てようとした。
4. 秀吉が好意的配慮から石山本願寺（大坂本願寺）に近い天満の地を本願寺に提供した。

天満本願寺は大川に面し、現在の造幣局のあたりに位置していた。天満本願寺の西側には大坂城下の整備と並行して寺内町が形成された。
本願寺は1591年（天正19年）に秀吉から京都堀川六条に寺地を寄進されて移転した。天満本願寺の跡地には、東西分裂後の1601年（慶長6年）に天満別院が置かれたが、1608年（慶長13年）に東天満1丁目の現在地へ移転されている。また、天満本願寺の跡地付近には大坂の陣後の1616年（元和2年）に川崎東照宮が創建されたが、1873年（明治6年）に廃社となっている。
京都移転以降も天満寺内は大坂城下とは別の町として扱われていたが、大坂城下が江戸幕府直轄地となる1619年（元和5年）頃から大坂城下の一部とみなされるようになった。のちに天満組という町組も組織され、大坂三郷と呼ばれる大坂城下の一画を担うまでに発展した天満市街地は、天満本願寺の寺内町が基になったと見られている。